# 绿猪笼草
绿猪笼草（学名：Nepenthes viridis）是菲律宾特有的热带食虫植物，特别是迪纳加特岛、薩馬島及周边一系列的小岛屿。其与翼状猪笼草（N. alata）之间存在着密切的近缘关系。
其种加词来源于拉丁文“viridis”，意为“绿色的”，指其植株的典型颜色。

## 植物学史

### 发现史
绿猪笼草由托马斯·格罗内迈尔（Thomas Gronemeyer）与沃尔克·海因里希于2007年发现。关于该发现发表于2008年期的德文期刊《露叶茅膏菜》中，但其被视为翼状猪笼草的绿色变型。
2012年9月，该类群在网上又被重新识别为一个新的物种并置于“"Nepenthes species 2"”下。同时被处理的还有来自棉兰老岛及周围地区的其他4个新物种。年后，由托拜厄斯·杰雷（Tobias Gieray）、托马斯·格罗内迈尔、马里厄斯·米歇尔（Marius Micheler）、大卫·马尔温斯基（David Marwinski）及安德烈亚斯·维斯图巴组成的团队又进一步研究了绿猪笼草的发现地。

### 正式描述
2013年，在德国食虫植物协会的2013年期《露叶茅膏菜》中绿猪笼草被正式的描述了。描述者共有六人，分别为马里厄斯·米歇尔、托马斯·格罗内迈尔、安德烈亚斯·维斯图巴、大卫·马尔温斯基、及来自菲律宾的沃利·苏亚雷斯（Wally Suarez）与维克托·B·阿莫鲁索（Victor B. Amoroso）。植物学描述及讨论为德文，鉴别则为英文。
模式标本（CMUH 00008636）由马里厄斯·米歇尔与安德烈亚斯·维斯图巴于2012年8月23日在迪纳加特岛采集。标本存在于菲律宾棉兰老中央大学（CMUH）。

### 学名占用
虽然这个物种是在2013年才进行科学描述的，但其学名“Nepenthes viridis”早在150年前就已被使用了。约翰内斯·伊莱亚斯·特斯曼在1859年对某一可能为翼状猪笼草的栽培品种的描述中就已使用了该名称。但其描述被认为是一个裸名（无有效的发表），因此该名称可以用于描述2013年发现的新物种。

## 形态特征
绿猪笼草为攀缘植物，株高可达4米。其茎大致为圆柱形，成年植株的茎直径可达9毫米，节间距可达10厘米。

### 叶
幼苗的叶片具流苏，可长达10厘米。较成熟的莲座状植株的叶片为披针形至椭圆形，可长达25厘米，宽3.5厘米至4厘米，而不存在幼苗的流苏边缘。中脉两侧各存在1至2条纵脉。叶尖为急尖。叶柄槽状，半抱茎，略下延。笼蔓可长达15厘米，并具有大量蜜腺。
攀援茎的叶片与莲座状植株的形态类似，但节间距更大。其更长更宽，偶尔可为捕虫笼长度的3倍，如分布于萨马岛上的个体。

### 捕虫笼
绿猪笼草的幼苗叶片上的捕虫笼可长达10厘米。其具有发达的笼翼，可宽达2毫米，存在于整个捕虫笼的腹面，且具长2至3毫米的流苏。唇宽1至2毫米。笼盖几乎为完美的圆形，宽约1.5厘米。笼盖存在宽约1.5毫米的盖龙骨。
绿猪笼草的下位笼的下三分之一为球状，上部为圆柱形，中部略微收缩。其可长达16.5厘米，宽至4厘米。笼口可宽达3厘米。唇为圆柱形，宽5至7毫米。流苏状的笼翼仅出现于捕虫笼上部，下部为一对隆起。流苏毛须的间距为数毫米，接近唇处的毛须最长（可达1.3厘米）。笼盖为圆形至心形，并明显为拱形，直径可达3.5厘米。笼盖下表面存在长7至8毫米，高3毫米的盖龙骨。笼盖基部的后侧存在一个长2至3毫米的分叉笼蔓尾。
绿猪笼草的上位笼的基部为卵形，上部为圆柱形，唇下部略收缩。其大小与下位笼类似。高可达18厘米，宽可至2.4厘米。唇为圆柱形至略扁平，宽约5毫米。唇前部常凸起，呈豁口状或波浪状。笼口宽可达3.6厘米。翼缺乏流苏，缩小为一对隆起。笼盖为椭圆形至心形，并明显为拱形，长可达3.8厘米，宽可达3.2厘米，且下表面存在盖龙骨。盖龙骨的大小与下位笼类似，长7至8毫米，高3毫米。笼蔓尾可长达4毫米。
绿猪笼草的上位笼与下位笼在野外主要为绿色，即使其存在于阳光直射的开阔地，也仅为部分植株上位笼的笼翼可能略显红色。捕虫笼的内表面则接近白色。

### 花序
绿猪笼草的花序为总状花序，可长达60厘米。花柱可长达50厘米。大部分花梗带2朵花，长约2.5厘米。

## 生态学

### 分布范围及原生地
绿猪笼草为菲律宾特有的热带食虫植物。其存在于迪纳加特岛与萨马岛沿海地区，及周围大量小型岛屿中。其正在于富含腐殖质的岩石地区，且常有阳光直射。
分布于迪纳加特岛的绿猪笼草的原生地常惊人的微小，常仅存在于近垂直的岩壁顶部的植被中。所以在这里地区绿猪笼草常呈岩生，根系则嵌入岩缝中。如果周围存在植被，其则会缠绕在周围的植被上以做支撑，所以其可能几乎悬吊在距离水面有数米的垂直岩壁上。由于在所在之处常阳光直射，岩壁可能非常的炽热，这使得绿猪笼草常在旱季大部分的枯萎，仅留存顶芽的几片绿叶。

### 自然杂交种
尚未确认记录到绿猪笼草的自然杂交种。虽然迪纳加特岛还存在其他5种猪笼草物种（贝里猪笼草、美林猪笼草、棉兰老岛猪笼草、奇异猪笼草及宝特瓶猪笼草），但这些物种都存在于该岛的内陆地区，并不与绿猪笼草存在于同一地区。绿猪笼草的自然杂交种能存在于萨马岛，其在此与美林猪笼草（N. merrilliana）与广义翼状猪笼草（N. alata s.l.）同域分布。

## 相关物种
绿猪笼草与翼状猪笼草组的物种之间存在着密切的近缘关系，其中包括翼状猪笼草、塞西尔猪笼草（N. ceciliae）、柯普兰猪笼草（N. copelandii）、绝灭猪笼草（N. extincta）、小花猪笼草（N. graciliflora）、汉密吉伊坦山猪笼草（N. hamiguitanensi）、奇坦兰山猪笼草（N. kitanglad）、仓田猪笼草（N. kurata）、莱特岛猪笼草（N. leyte）、棉兰老岛猪笼草（N. mindanaoensis）、内格罗斯岛猪笼草（N. negros）、拉莫斯猪笼草（N. ramos）、萨兰加尼猪笼草（N. saranganiensis）及超基猪笼草（N. ultra）。这些物种都为菲律宾的特有种，且其之间存在着许多共同特征，比如叶柄具翼、捕虫笼笼盖下表面基部存在附属物，及上位笼基部通常较宽。

### 翼状猪笼草组的分类
在绿猪笼草的模式描述发表前不久，植物学家马丁·奇克与马修·杰布发表了一系列关于将广义翼状猪笼草分隔为若干子类群的论文，包括新的狭义的翼状猪笼草（仅分布于吕宋岛北部），新恢复的小花猪笼草（保和島、莱特岛、吕宋岛、棉兰老岛、民都洛、班乃岛、萨马岛及锡布延岛）及新描述的内格罗斯岛猪笼草（比利蘭島与内格罗斯岛）与拉莫斯猪笼草（棉兰老岛）。根据这一分类方法，大部分以前被视为翼状猪笼草的物种现在都被置于小花猪笼草下。虽然在绿猪笼草的模式描述中提及了这些分类更改，但描述者注意到马丁·奇克与马修·杰布的处理完全基于植物标本，并未进行实地研究。此外，他们也指出棉兰老岛的翼状猪笼草组分类状态仍不明确，因为翼状猪笼草与小花猪笼草的花梗常仅存在一朵花，而分布于棉兰老岛的种群的花梗则存在两朵花。他们还指出，由于拉莫斯猪笼草的下位笼仍未知，所以其描述未解决其分类状态问题。因此，他们决定不再对绿猪笼草与马丁·奇克与马修·杰布定义的狭义翼状猪笼草进行比较，而与B·H·丹瑟于1928年在《荷属东印度群岛的猪笼草科植物》中定义，及之后于斯图尔特·麦克弗森2009年的著作《旧大陆的猪笼草》更改的广义翼状猪笼草进行比较。

### 与翼状猪笼草的差异
可以从捕虫笼数方面的特征将绿猪笼草与狭义的翼状猪笼草区别开来。其中最明显的特征即是绿猪笼草的上位笼要窄得多，其上三分之一极具缩窄，而唇下部则迅速的扩大。而翼状猪笼草的上位笼则多少为圆柱形，几乎不会缩窄。绿猪笼草唇的前部凸起，呈锯齿状；该特征未出现于翼状猪笼草。绿猪笼草的笼盖也极具特征，为明显的拱形，且下表面的中线处存在突出的盖龙骨。相比之下，翼状猪笼草的笼盖呈圆形，且盖龙骨为三角形或不存在。此外，两者在捕虫笼腹面的笼翼的发达程度上也存在差异。绿猪笼草的笼翼仅存在于下位笼及中位笼的上三分之一处，其笼翼大（可达13毫米）且量大。而翼状猪笼草的中位笼的笼翼通常更密集（间距2至3毫米）。关于笼蔓尾，绿猪笼草的下位笼的笼蔓尾分叉，而翼状猪笼草不会。

## 扩展阅读
- 食虫植物照片搜寻引擎中绿猪笼草的照片 （页面存档备份，存于）

 维基共享资源上的相關多媒體資源：绿猪笼草
 維基物種上的相關：绿猪笼草